# Pablo Yanguas
Pablo Yanguas Bermejo (Cintruénigo, Navarra, 21 de enero de 1886-Alfaro, La Rioja, 13 de agosto de 1936) fue un político español fundador del Partido Republicano Democrático Federal en Navarra. 
Fue candidato a la alcaldía de Cintruénigo en las elecciones de 1936.
De profesión labrador, estaba casado con Francisca Chivite con quien tuvo cuatro hijos; Lucio, Julia, Natividad y María Paz.
Fue asesinado en Alfaro junto a 12 personas más el 13 de agosto de 1936, ya como miembro de Izquierda Republicana, siendo una de las Víctimas de la Guerra Civil en Navarra.